# Erik Lönnroth
Nils Erik Magnus Lönnroth (født 1. august 1910 i Göteborg, død 10. marts 2002 sammesteds) var en svensk historiker.
Lönnroth mødte 1928, på sin allerførste dag som studerende ved Göteborgs högskola, ved et tilfælde historikeren Curt Weibull, professor ved Göteborgs högskola, der kom til at øve stærk indflydelse på hans tilgang til det historiske studium.
Den unge Lönnroth slog allerede som 24-årig sit navn fast som historiker med afhandlingen Sverige och Kalmarunionen 1397–1457, Göteborg 1934 (optrykt 1969). I bogen præsenterer han en tolkning af kroningsdokumentet og unionsbrevet, de to aktstykker fra Kalmarmødet 1397, der blev grundlaget for praktisk taget al senere forskning i Kalmarunionens politiske historie: Kroningsdokumentet og unionsbrevet er udtryk for henholdsvis regimen regale og regimen politicum. Og i forlængelse deraf var det naturligt for Lönnroth at drage den slutning, at kroningsbrevet udtrykker kongemagtens unionsprogram, mens unionsbrevet er udtryk for aristokratiets. Og da kroningsbrevet var det dokument, der fik den retsgyldige form, var Kalmarmødet i 1397 en sejr for kongemagten over de nordiske rigers aristokrati.
Afhandlingen gjorde Lönnroth til fil.dr., og han blev ansat som docent ved Göteborgs högskola. 1942-1953 var han professor ved Uppsala Universitet, før han kom hjem til sin fødeby og 1953-1977 var professor ved Göteborgs Universitet.
Erik Lönnroth var medlem af Det svenske Akademi i de sidste 40 år af sit liv.